# Heinrich Bernhard Nitsche
Heinrich Bernhard Nitsche (* 16. Mai 1861 in Bischofswerda; † 12. Oktober 1942 in Dresden) war ein deutscher Jurist und höherer sächsischer Staatsbeamter. Er war Geheimer Rat und Ministerialdirektor im sächsischen Justizministerium, Letzteres vergleichbar mit der Stellung eines Staatssekretärs.

## Leben und Wirken
Er war der Sohn des Archivars und Registrators Karl Julius Nitsche. Nach dem Schulbesuch in Bischofswerda studierte er Rechtswissenschaft an der Universität Leipzig. Danach trat er in den sächsischen Staatsdienst ein, war ab 1890 als Assessor beim Amtsgericht Dresden tätig und wurde Geheimer Justizrat und Vortragender Rat im Königlich Sächsischen Justizministerium. Am 1. Januar 1921 erfolgte seine Ernennung zum Ministerialdirektor und Nachfolger von Carl Emil Mannsfeld. Daneben erhielt er Titel und Rang eines Geheimen Rates verliehen. Am 31. August 1926 ging er in Pension. Aus diesem Anlass verlieh ihm die Universität Leipzig den Ehrentitel Dr. jur. h. c.